# Myrciaria glomerata
Myrciaria glomerata är en myrtenväxtart som beskrevs av Otto Karl Berg. Myrciaria glomerata ingår i släktet Myrciaria och familjen myrtenväxter. Inga underarter finns listade i Catalogue of Life.